# Сефру
Сефру (араб. صفرو‎) — город в Марокко, расположен в области Фес-Бульман.

## История
В I веке н. э. берберы в Сефру приняли иудаизм. В VIII веке многие жители Сефру перешли в ислам. В 1910 году, под французским протекторатом, евреи Сефру получили равные права с мусульманами и стали принимать участие в сельском хозяйстве и торговле. С 1956 по 1967 год: с независимостью Марокко, а затем после Шестидневной войны, большая часть еврейского населения Сефру решила эмигрировать в Израиль.

## Географическое положение
Центр города располагается на высоте 800 метров над уровнем моря.

## Демография
Население города по годам:
| 1982   | 2004   | 2012   |
| ------ | ------ | ------ |
| 38 833 | 64 006 | 72 574 |